# بنو نمر
بنو نمر قبيلة عربية عدنانية مكية من قبائل ربيعة من بنو عامر بن نزار بن معد بن عدنان من ذرية إسماعيل بن إبراهيم عليهما السلام، موطنها الاصلي بطن مكة، واشتهر بنو نمر قبل البعثة بصناعة العطور الفاخرة، وكانوا حلفاء لبني مخزوم، ومن أكثر القبائل التي تصاهرت مع بنو مخزوم، لتكافؤ النسب وجيرتهم في بطاح مكة. وهم اخوال الخطاب بن نفيل.

## نسب بني نمر
- تنتسب القبيلة إلى:  نمر بن صباح بن عتيك بن انس بن زيد بن عمر بن ربيعة بن حنظلة بن نفيل بن انس بن عمرو بن الربيع بن نزار بن معد بن عدنان [2]
- جمعها النمور ومفردها نمر [3]
- اقرب القبائل نسبا لبني نمر: بنو هزان
- نمر بن صباح هو الاخ الشقيق لهزان بن صباح الجد الاعلى لقبيلة الهزازنة

## تاريخ بني نمر
قبل البعثة كانت قبيلة بنو نمر بن صباح تقطن بطن مكة وكانوا من اعيانها، وكانوا على ملة ابيهم إبراهيم عليه السلام، وعمل اغلب افراد القبيلة في صناعة العطور، وفي عام الفيل كان الأمير حمزة النمر على رأس من تصدى لأبرهة، وابنته هي نتيلة النمر مرضعة رسول الله، ومن اثريائهم حنظلة النمر الذي قتل على يد الصعلوك السليك بن السلكة وهو على رأس قافلة في طريق مكة 
وحين بعث رسول الله بالحق، دخل افراد من بنو نمر في الإسلام أيام الدعوة السرية ومنهم صهيب بن سنان وعياش بن عامر وشمس بن عثمان، وقبل الهجرة اجاب بنو نمر دعوة رسول الله فبايعوه في العقبة وهاجروا إلى المدينة، فنهب بنو قريش اموالهم، فكان ذلك سبب لنهب قوافل قريش التي يقودها ابوسفيان، وشارك الصحابة من بنو نمر مع رسول الله عليه الصلاة والسلام في معركة بدر وأحد والاحزاب ومؤتة وفتح مكة وحنين والطائف وشهد بيعة الرضوان وحجة الوداع.
بعد وفاة رسول الله ناصر بنو نمر الخليفة أبي بكر الصديق، فشاركوا في حرب الردة، ومن أبرزهم: صهيب بن سنان أحد صناديد الصحابة الذين استبسلوا في معركتي بزاخة واليمامة، وفي فتوح فارس والروم كان للصحابة من بنو نمر دور باسل في المعارك ومنهم الصحابي عياش بن عامر الذي قاتل تحت لواء عكرمة بن عمرو في معركة اليرموك، وفي ذلك اليوم (اليرموك) استل الصحابي صهيب بن سنان سيفه يضرب في الروم قائلا (انا ابويحيى صهيب فتى نمر بن صباح) 
وكانت تهامة ديار بنو نمر وسائر ربيعة في صدر الإسلام وطيلة العصر الاموي، قبل ان تنزح قبائل ربيعة إلى عسير ليناصروا بنو مخزوم في قيام سلطنتهم في السراة مع بنو عبد شمس وبنو عدي وبقية قبائل قريش، ومن بنو نمر من هاجر إلى عُمان وانضم إلى الاسطول العماني في العصر اليعربي 

## بني نمر في العصر الحديث
اغلب بني نمر بن صباح يعيشون في عسير ضمن قبائل ربيعة في السراة في ديار ربيعة ورفيدة مع أبناء عمومتهم من تغلب وأشهر بطونها اكلب، ومنهم بطون تقطن في سلطنة عمان، وبعض بطونهم يعيش في محافظة الرياض وضواحيها 

## الصحابة من بنو نمر
- صهيب بن سنان
- شمس بن عثمان
- عياش بن عامر
- عبد الله بن عامر
- اسماءالحنظلية

## القبائل المشابهة لهم بالاسم
- بنو النمر بن قاسط من أسد [9]

## وصلات خارجية
- الصحابة من بنو نمر
- سيرة صهيب بن سنان
- بنو نمر في مواجهة ابرهة
- القبائل العربية